# 雷神山医院
雷神山医院（）は、湖北省武漢市江夏区にある病院である。敷地面積約3万平方メートル。

## 名字
「雷神山」は中国神話の人物雷公から命名される。

## 沿革
2020年1月25日午後、武漢市政府は火神山医院に加えて、もう1つの病院を建設することを決定した。